# 尾田榮一郎短篇集WANTED!
《尾田榮一郎短篇集WANTED!》，是日本漫畫家尾田榮一郎的漫畫短篇集。
本書於1998年發行，收錄作品有「WANTED!」、「神給的未來禮物」、「一鬼夜行」、「MONSTERS」、「ROMANCE DAWN」（尾田連載出道作《ONE PIECE》的原點作品）。

## WANTED!
《WANTED!》，是1992年第44回「手塚獎」入選作品，尾田在高中時代時創作的作品。

### 故事大綱
以西部為題材創作的短篇漫畫。主角槍手基爾·巴斯達是個無論走到哪裡都被賞金獵人視為目標的巨額賞金通緝犯，但基爾具有罕見的槍感和才略去克服這些困難。

### 登場角色
基爾·巴斯達（Gill Basta）
「WANTED!」主角，神槍手，具有罕見的槍感。他是殺害很多人的通緝犯，但實際上都是他正當防衛所下的手。由於強烈的靈感、可以看到變成幽靈的懷特·喬。懸賞金9億7千萬（貨幣不明）。
懷特·喬（Wild Joe）
自稱「最強的賞金獵人」。因盯上基爾·巴斯達巨額賞金而向他決鬥，但被基爾的把戲射殺最中結束一生，但是太留戀這個世界而變成幽靈。懸賞金200萬貝里。
西諾·菲尼克斯（Sino Phoenix）
殺手中殺手，受警察雇用討伐基爾·巴斯達，懸賞金100萬（貨幣不明）。

## 神給的未來禮物
《神給的未來禮物／來自上帝的禮物》，於「月刊少年Jump」1993年10月號刊載，尾田在大學在學中時創作的作品。

### 故事大綱
主角布蘭是個扒手慣犯，而能透過「命運之筆」寫下人類命運的天神，打算對布蘭扒手行為試圖讓他遭天譴，但是不小心將「隕石墜落在布蘭家」誤寫成「隕石墜落在布蘭帝」。於是天神給布蘭機會讓他救在布蘭帝百貨公司的人們，最終布蘭解除隕石的危機，成功救下布蘭帝。

### 登場角色
布蘭（Bran）
「神給的未來禮物」主角，扒手。在他決定不幹偷東西的行為時，因長年習慣結果依然偷了東西。此時某名老人家給了一本手冊，是寫著人類命運的手冊。而這位自稱為天神的老人，打算讓布蘭去拯救布蘭帝百貨公司的人們。
天神（God）
天界之神，擁有「命運之筆」，能寫下人類的命運。原本想懲罰布蘭的扒手行為，但是不小心將「隕石墜落在布蘭家」誤寫成「隕石墜落在布蘭帝」，加上「命運橡皮擦」弄丟，打算讓布蘭去救布蘭帝百貨公司的人們。

## 一鬼夜行
《一鬼夜行》，於「週刊少年Jump」1994年Spring Special刊載。是第104回「ホップ☆ステップ賞」入選作品。

### 故事大綱
主角愚公是一名和尚，為尋找失蹤的師父，而進行探索之旅。愚公在旅行途中的村落，被要求消滅「食人妖怪」。

### 登場角色
愚公
「一鬼夜行」主角，額頭上有傷痕的和尚，為尋找失蹤的師父恆心，而進行探索之旅，知道食人妖怪吞食自己的師父後，向守護神借了配劍，一刀斬殺食人妖怪。
守護神
古寺廟的守護神，住了約300多年，因無聊帶著面具嚇嚇人類，守護人類不被吃掉。與恆心是朋友。擁有一把配劍，後來作為餞別禮給了愚公。
食人妖怪
生活在森林裡的妖怪，殺死愚公的師父恆心並吞食，最終被愚公一刀斬殺。懸賞金150萬貝里。

## MONSTERS
《MONSTERS》，由集英社於1994年在週刊少年Jump的Autumn Special上刊載的短篇漫畫。
而本作主角龍馬後來在尾田創作的《ONE PIECE》系列中於「恐怖三桅帆船篇」以殭屍身分登場、於「和之國篇」多次被提及。在《ONE PIECE》第47卷SBS中，也表示本作是發生在《ONE PIECE》世界中的事件，從而將兩個故事的事件連結起來，為同一世界觀。
2021年7月19日，因《ONE PIECE》發行100卷記念，決定將本作有聲漫畫化，於9月6日、7日分為前後篇在JUMP CHANNEL的官方
YouTube發布，並公布主要聲優細谷佳正（龍馬）、坂本真綾（芙蕾雅）、大塚芳忠（西拉諾＆旁白＆龍）、松岡禎丞（帝亞魯）、寺島拓篤（雇主）。
2023年7月22日，於「ONE PIECE日」活動中宣布將本作改編為單集動畫，標題命名為《MONSTERS 一百三情飛龍侍極》，後來宣布在2024年1月22日於全球同步上線，將在Netflix和Prime Video等網絡平台上線，並公布主要聲優細谷佳正（龍馬）、花澤香菜（芙蕾雅）、東地宏樹（西拉諾）、真殿光昭（帝亞魯）、野村聖人（雇主）、中井和哉（旁白＆龍）。

### 故事大綱
已經餓了五天的龍馬，向位於餐廳的芙蕾雅和西拉諾討飯吃，後來餐廳老闆和他說了七年前的「大襲擊」事情。後來帝亞魯敲到龍馬的劍鞘，龍馬想和他理論，卻被他誣賴，後來帝亞魯折斷龍角笛呼喚飛龍，引發村莊的騷動，同時西拉諾打算親自解決龍。
在空無一人的小鎮中，芙蕾雅想阻止西拉諾的行動就飛奔而出，龍馬和芙蕾雅發現了事件的真相，其實西拉諾和帝亞魯是為偷鎮上的財寶的大惡人，並主導當年的「大襲擊」事件的幕後黑手。聽完這一切的芙蕾雅要龍馬儘快離開，自己卻回去酒館裡放聲痛哭，聽見哭聲的龍馬回去斬殺了西拉諾等人，同時砍殺了隨後出現的飛龍。最後龍馬離去，芙蕾雅才知道他是「龍馬·基克」，是最有「劍士情操」的劍士。

### 登場角色
龍馬（Ryuma）
聲優：細谷佳正（日本）
《MONSTERS》主角，職業武士。外號「龍馬基克（Ryuma de King）」，有著世界第一的「武士情操」，但本人並不知道這個外號。龍馬偶然在某座城鎮裡邂逅年輕的女服務生芙蕾雅與後者的救命恩人西拉諾，但和芙蕾雅意外查覺西拉諾與手下7年前惡意吹響龍角笛呼喚飛龍，摧毀芙蕾雅的故鄉藉此沽名釣譽的實情後，龍馬憤而出手擊敗西拉諾和斬落襲擊城鎮的飛龍，事後告別芙蕾雅再度踏上旅程。
芙蕾雅（Flare）
聲優：坂本真綾〈有聲漫畫〉／花澤香菜〈網絡動畫〉（日本）
「傑拉魯餐廳」女服務生，是7年前「大襲擊」城鎮中的倖存者。是一個善良的女孩，給餓了五天的龍馬吃食物。她很信任西拉諾，因為曾被西拉諾所拯救，但其實是西拉諾在利用她，在發現真相時默默的哭泣著。後來龍馬斬落襲擊城鎮的飛龍後，感到很驚訝，與龍馬告別後，從雇主那邊得知他正是「龍馬·基克」本人。
西拉諾（Cyrano）
聲優：大塚芳忠〈有聲漫畫〉／東地宏樹〈網絡動畫〉（日本）
一流劍士，傳聞實力不輸給「劍豪基克」。在7年前「大襲擊」救了芙蕾雅，實際上他才是毀了整個小鎮「大襲擊」事件幕後黑手，最終被憤怒的龍馬一刀斬殺。
帝亞魯（D・R）
聲優：松岡禎丞〈有聲漫畫〉／真殿光昭〈網絡動畫〉（日本）
三流劍士，西拉諾的夥伴。是7年前「大襲擊」事件幕後黑手之一，最終被憤怒的龍馬一同斬殺。懸賞金180萬貝里。
雇主（Master）
聲優：寺島拓篤〈有聲漫畫〉／野村聖人〈網絡動畫〉（日本）
「傑拉魯餐廳」老板，芙蕾雅的雇主。在與龍馬離開後，察覺到他正是「龍馬·基克」，認為他是最有「劍士情操」的劍士。
龍（dragon）
聲優：大塚芳忠〈有聲漫畫〉／中井和哉〈網絡動畫〉（日本）
龍角笛所呼喚的飛龍，7年前襲擊城鎮，再次被呼喚來時被龍馬斬殺。

## ROMANCE DAWN
《ROMANCE DAWN》是尾田代表作《ONE PIECE》的原型作品。以「ROMANCE DAWN」為標題命名，共有兩部短篇，分別收錄在『WANTED!』（以下通稱「WJ版」）和『ONE PIECE RED 絕讚的人物特寫』（以下通稱「SS版」）書中，本文介紹了兩者。
此外，「ROMANCE DAWN」這個標題也作為《ONE PIECE》第1話和第601話的副標題使用。兩部短篇均與《ONE PIECE》略有不同、有著共同的世界觀設定。

### SS版
於「週刊少年Jump」1996年Summer Special刊載。首次以「ROMANCE DAWN」標題命名的作品。後來收錄在『ONE PIECE RED 絕讚的人物特寫』。
2008年，以本作為原型改編了在Jump Festa上映的《ONE PIECE》OVA紀念動畫《ONE PIECE ROMANCE DAWN STORY》。

#### 登場角色
蒙其·D·魯夫
聲優：田中真弓（日本）
「ROMANCE DAWN（SS版）」主角。作為和平海賊旅行。
西魯庫（Silk）
聲優：松谷彼哉（日本）
「ROMANCE DAWN（SS版）」女主角，住在小鎮上的少女，有著一頭美麗的金髮、綁著馬尾的少女。
原本是個被海賊遺棄的嬰兒，後來被鎮上的人收養，相當珍惜鎮上的人，並把他們和小鎮視為自己的寶物，願意冒著生命危險去保衛它。她明白並非所有的海賊都是壞人，會對像魯夫這樣的海賊表現出同理心。在最後一個場景中，他是魯夫的夥伴。
是《ONE PIECE》中娜美的原型角色之一，在《ONE PIECE ROMANCE DAWN STORY》中與漫畫版的形象略有不同。
賈利（Galley）
聲優：小山力也（日本）
「ROMANCE DAWN（SS版）」反派角色。外號「弦月賈利」，由來自他的三日月形鬍子，懸賞金500萬貝里。
鎮長
聲優：鹽屋浩三（日本）
西魯庫鎮上的鎮長。是《ONE PIECE》中橘子鎮鎮長「布多爾」的原型。

### WJ版
於「週刊少年Jump」1996年41號刊載。後來收錄在『WANTED!』。
2019年，因《ONE PIECE》動畫化20周年記念，於10月20日播放本作動畫化作品。

#### 登場角色
蒙其·D·魯夫
聲優：田中真弓（日本）；詹雅菁（台灣）
「ROMANCE DAWN（WJ版）」主角，「PIECE MAIN」海賊，出海尋找「PIECE MAIN」並且加入他們。
安
聲優：岡村明美（日本）；許淑嬪（台灣）
「ROMANCE DAWN（WJ版）」女主角。與巴魯被海賊修畢爾捉住的少女。是《ONE PIECE》中娜美的原型角色之一。
巴魯
聲優：山口勝平（日本）；符爽（台灣）
安的夥伴，據說是世界上最後一隻「怪鳥（ルク）」，且據說牠的血具有妖力。
修畢爾
聲優：長（日本）；宋克軍（台灣）
「ROMANCE DAWN（WJ版）」反派角色。「MORGANIA」海賊，外號「六角修比爾」，由來自他的六方向束著的頭髪，被魯夫嘲笑頭像水黽。懸賞金350萬貝里。
魯夫的爺爺
聲優：中博史（日本）；孫中台（台灣）
「PIECE MAIN」海賊，戴著草帽。同樣是《ONE PIECE》中魯夫祖父卡普的原型角色。

## 出版書籍
| 標題                     | 出版社             | 出版日期      | ISBN                   | 譯者   |
| ------------------------ | ------------------ | ------------- | ---------------------- | ------ |
|                          | 集英社             | 1998年11月4日 | ISBN 4-08-872631-6     |        |
| WANTED！無敵王           | 大然文化           | 1999年10月1日 | ISBN 957-25-4800-X     | 丁玉燕 |
| 尾田栄一郎短篇集WANTED!  | 東立出版社         | 2010年9月15日 | ISBN 978-986-10-6237-2 | 方郁仁 |
| WANTED！尾田榮一郎短篇集 | 浙江人民美術出版社 | 2013年12月1日 | ISBN 978-7534-03645-3  | 王欣   |